# アレックス・ムンブル

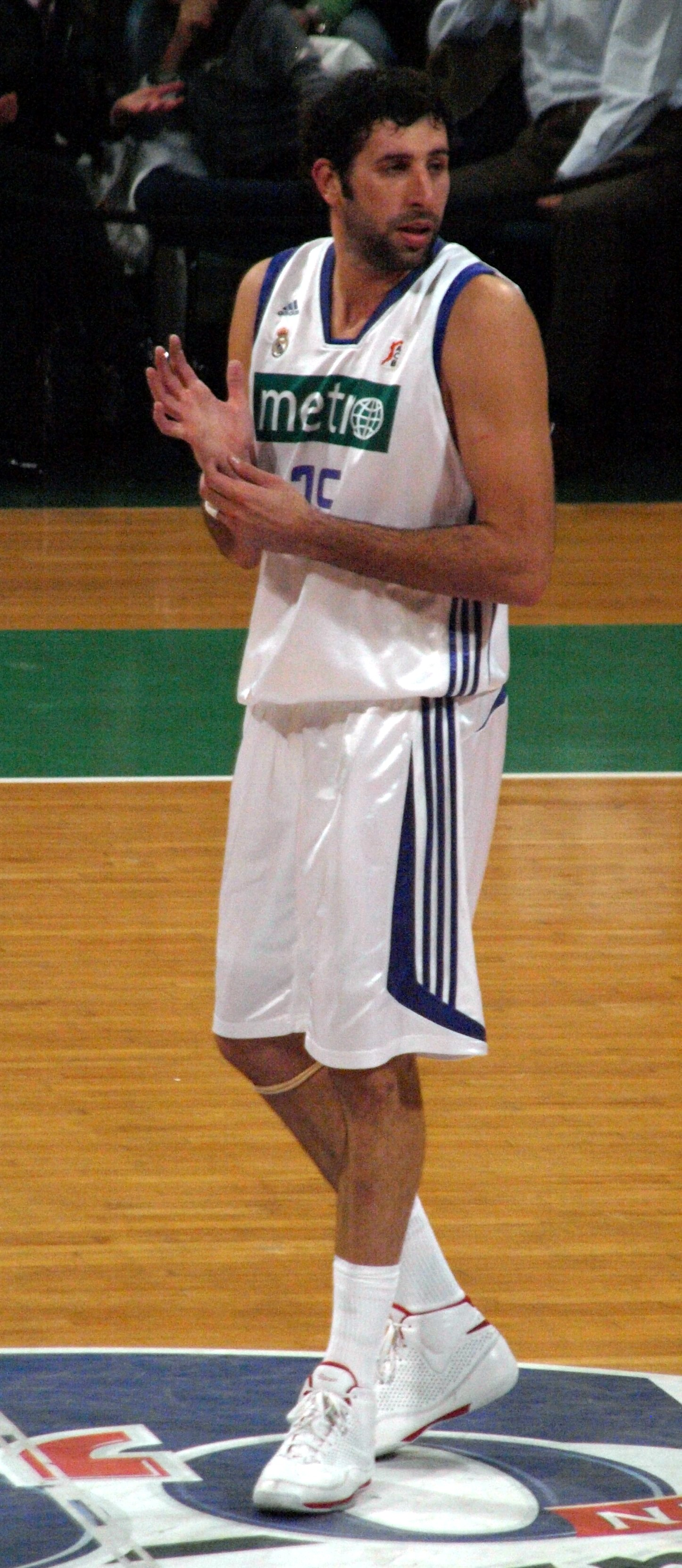
2008年11月撮影(バダローナのホームアリーナにて)。

アレックス・ムンブル（Álex Mumbrú）ことアレックス・ムンブルー・ムルシア（Álex Mumbrú Murcia、1979年6月12日 - ）は、スペインの元バスケットボール選手。バスケットボール指導者。カタルーニャ州バルセロナ県バルセロナ出身。ポジションはスモールフォワード。202 cm,107 kg。日本国内では「マンブル」と報道される場合もある。

## 来歴
ジュバントゥート・バダローナの下部組織から1998年にトップチーム昇格。
2002年にレアル・マドリードへ移籍。2004年にホベントゥートへ復帰するが、2006年からは再びレアル・マドリードに所属。
2006年世界選手権のスペイン代表として優勝に貢献する。
現役引退後は指導者に転身。2024年8月15日、ゴードン・ハーバートの退任によって空席となっていたドイツ代表のヘッドコーチに就任すると発表された。